# Црква Рођења Пресвете Богородице у Горњем Тламину
Црква Рођења Пресвете Богородице у Горњем Тламину, насељеном месту на територији општине Босилеград, православни је храм који припада Епархији врањској Српске православне цркве.
Црква посвећена Рођењу Пресвете Богородице саграђена је 1886. године, као једнобродна већа базилика. На иконостасу, који потиче из периода изградње цркве, налази се 46 икона.
Године 2003. извршена је делимична обнова цркве, када је обновљен кров, средствима Министарства вера Владе Републике Србије и урађена нова фасада.